# 赵岩 (豫剧演员)
赵岩（1983年11月8日—）出生于河南省济源市，豫剧演员，曾就读于济源市艺术学校和中国戏曲学院。现为河南省豫剧一团的文武小生。赵岩在戏中的扮相儒雅俊朗，嗓音洪亮有力，表演自如，气质不凡，广受观众欢迎。